# Misha B
Misha Amber Bryan (Mánchester; 10 de febrero de 1992), conocida como Misha B, es una cantante, rapera y compositora británica de origen jamaiquino. Es conocida por haber participado en la edición de 2011 del programa The X Factor.
Durante su infancia, creció sin padres, además de haber sido víctima de acoso escolar durante buena parte de su tiempo en la secundaria. Más tarde, comenzaría a cantar en las afueras de los centros comerciales para aprender a superar su miedo escénico, lo que luego la ayudaría a audicionar para The X Factor y lograr el cuarto lugar. Si bien no resultó victoriosa, varias discográficas le ofrecieron numerosos contratos, aunque ella se decidió por Relentless Records.
Entre 2012 y 2013, lanzó tres sencillos: «Home Run», «Do You Think of Me» y «Here's to Everything (Ooh La La)», que si bien no lograron ningún tipo de reconocimiento internacional, tanto comercial como cultural, pudieron ingresar a la lista UK Singles Chart, dos de estos en el top 15. Además, también ha lanzado dos mixtapes gratuitos para sus seguidores. Ganó algo de reconocimiento luego de haber sido telonera de Nicki Minaj en su gira Pink Friday: Reloaded Tour en su paso por el Reino Unido.

## Biografía

### 1992-2011: Infancia yThe X Factor
Misha B nació el 10 de febrero de 1992 en Mánchester, Reino Unido, bajo el nombre de Misha Amber Bryan. Se desconoce el nombre de su padre, ya que él abandonó a su madre poco después del nacimiento de Misha. Su madre biológica, Florencia Bryan, era una adicta a la heroína, así que decidió regalar a Misha y a su hermana Monique (de 8 años) a su tía Lily cuando ella solo tenía tres meses de haber nacido. Su infancia fue bastante problemática, en mayor parte por los problemas financieros que tenía su tía, además que creció en las ciudades Moss Side y Longsight, las cuales son de extrema privación social. Sobre el abandono de su madre, Misha comentó al diario Daily Mirror que aunque no la conoce, le tiene cierto respeto por haberla llevado en su vientre durante nueve meses, pero que aun así sigue viendo a su tía Lily como madre, padre y mejor amiga. También dijo que su educación fue muy dura y que sufrió acoso escolar mientras iba a la escuela.
Cuando cumplió diez años, comenzó a notar sus dotes para cantar, pero no se lo tomó muy en serio sino hasta los catorce. En una entrevista declaró que desde siempre sus amigos y familiares la han alentado a que cantase. Eventualmente mientras buscaba una oportunidad para darse a conocer, escribía poesía basándose en sus experiencias. Antes de aparecer por primera vez en televisión, Misha aseguró que ya tenía seguidores en países como Alemana, España y Turquía, ya que desde siempre ella cantaba en las afueras de los centros comerciales de Mánchester. Agregó que gracias a Leanne Brown, integrante del dúo británico de UKG, Sweet Female Attitude, ella pudo mejorar su voz ya que Brown fue su mentora durante cierto tiempo. Desde que descubrió sus capacidades vocales, Misha además de cantar afuera de los centros comerciales, también actuaba en las calles. Todo esto con el fin de superar sus miedo escénico.
En 2011, Misha audicionó para la octava temporada de The X Factor con la canción «Respect» de Otis Redding. Tras ello, recibió el voto a favor de todos los jueces y así avanzó a la siguiente etapa. Rápidamente se convirtió en una de las favoritas para ganar el concurso, ya que atrajo la atención de varios medios importantes del Reino Unido y recibió críticas positivas. Durante la competencia, Misha interpretó variedad de canciones como «Rolling in the Deep» de Adele, «Born This Way» de Lady Gaga y «Girls Just Want To Have Fun» de Cyndi Lauper. A pesar de todo, la artista fue acusada por dos de los jueces de ser una mala competidora, lo cual provocó cierta controversia. En la semifinal del concurso, Misha cantó «Fuckin' Perfect» de Pink y resultó ser eliminada, lo que la dejó en el cuarto lugar, por detrás de Amelia Lily, Marcus Collins y las ganadoras Little Mix. Según algunos medios, la razón de que no ganara fue su reciente controversia, la cual hizo creer al público que era una mala persona. Por otra parte, Michael Hogan de The Telegraph destacó la participación de Misha en el concurso como el cuarto momento más memorable de la competencia.

### 2012-presente: Primer álbum de estudio
Tras salir de The X Factor, Misha recibió una serie de propuestas para varios contratos discográficos. Aunque, finalmente se decidió por Relentless Records. Declaró a medios de Mánchester que ya estaba comenzando a hacer música y que su primer sencillo saldría pronto. En julio de 2012, lanzó «Home Run» como primer sencillo de su álbum. Este logró la posición número once en el UK Singles Chart con cerca de 16 000 descargas. Luego, Misha fue nominada a los MOBO Awards en la categoría de mejor artista nuevo, pero perdió ante Rita Ora. También recibió la nominación a mejor artista nuevo en los 4Music Video Honours Awards, pero esta vez perdió ante Emeli Sandé. Insatisfecha con el éxito de «Home Run», la cantante lanzó «Do You Think of Me» como su segundo sencillo. Este logró la novena posición en el UK Singles Chart, lo que lo convierte en el primer top 10 de Misha. Más tarde, Misha se convertiría en telonera de Nicki Minaj en su gira Pink Friday: Reloaded Tour en su paso por el Reino Unido. Luego vendría el lanzamiento de su tercer sencillo, «Here's to Everything (Ooh La La)», que solo lograría la posición treinta y cinco en el Reino Unido.

## Discografía

### Mixtapes
| Año  | Mixtape                                                                           |
| ---- | --------------------------------------------------------------------------------- |
| 2012 | Why Hello World - Lanzamiento: 27 de abril de 2002. - Formatos: Descarga digital. |
| 2013 | Knock Knock - Lanzamiento: 12 de febrero de 2013. - Formatos: Descarga digital.   |

### Sencillos
| 2012 | «Home Run»                         | 11 |
| 2012 | «Do You Think of Me»               | 9  |
| 2013 | «Here's to Everything (Ooh La La)» | 35 |